# 암문

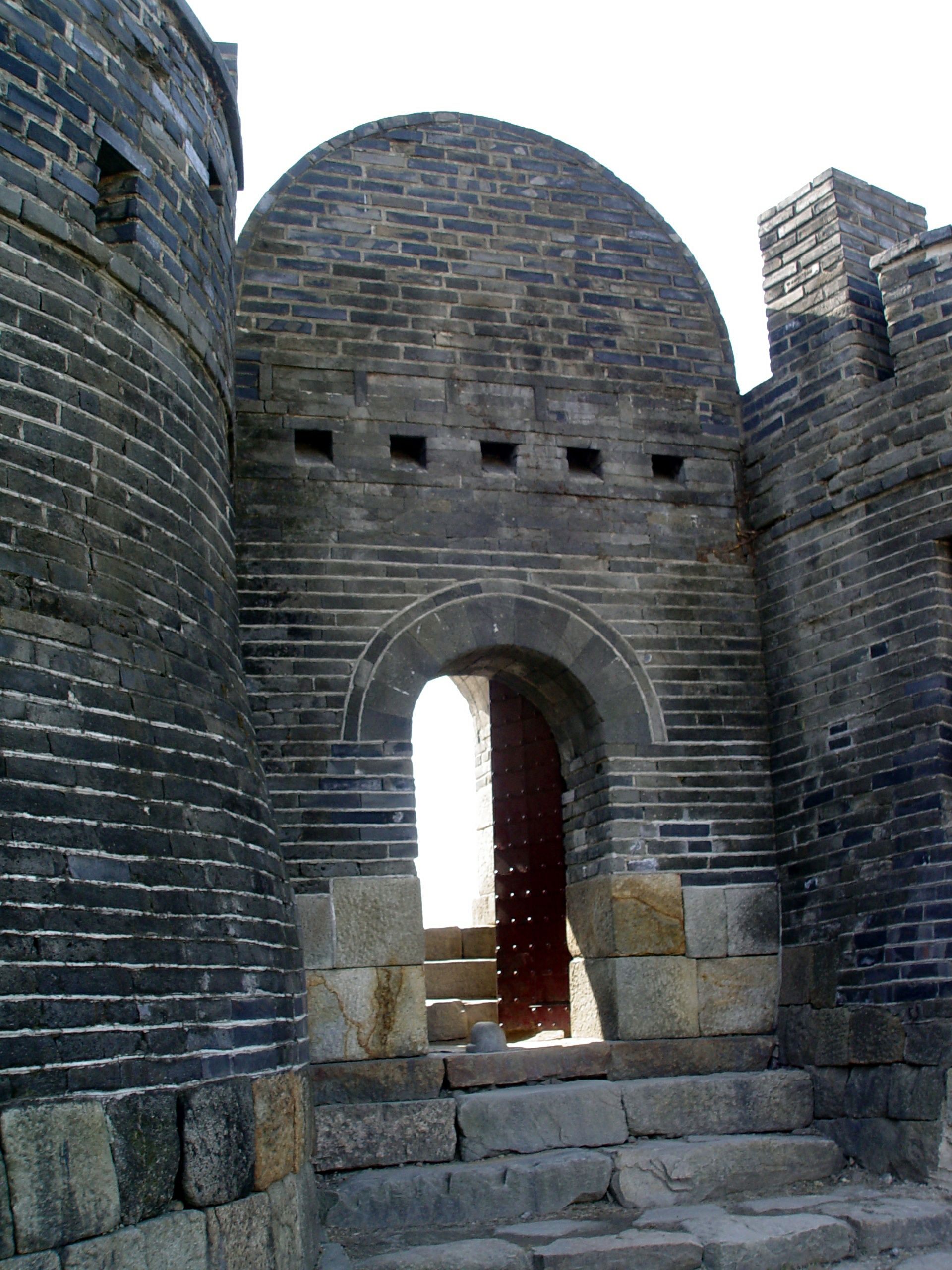
수원화성의 암문

암문(暗門)은 성곽에 문루를 일부러 세우지 않고 뚫은 문을 말한다. 주로 일반인이나 적들이 알지 못하게 후미진 곳이나 깊숙한 곳에 만들어진다. 주로 전시에 적이 모르도록 비밀스럽게 물자를 이송할 수 있도록 만들었다.

## 조성
문루가 세워지지 않은, 성벽에 구멍이 나 있는 형태로 조성된다. 유사시 적이 주요 성문을 봉쇄했을 때 오가도록 만든 것이다. 한양도성에는 모두 9개의 암문이 있다.